# Allah (ligatura)
ﷲ – ligatura alfabetu arabskiego przedstawiająca słowo „Allah”, oznaczające Allaha.
W Unikodzie ma numer U+FDF2. Reprezentowana jest również postać kaligraficzna (☫), występująca także w godle Iranu; ma ona numer U+262B.

## Kodowanie
| Znak                   | ☫            | ☫            | ﷲ                                   | ﷲ                                   |
| ---------------------- | ------------ | ------------ | ----------------------------------- | ----------------------------------- |
| Nazwa w Unikodzie      | Farsi Symbol | Farsi Symbol | Arabic Ligature Allah Isolated Form | Arabic Ligature Allah Isolated Form |
| Kodowanie              | dziesiątkowo | szesnastkowo | dziesiątkowo                        | szesnastkowo                        |
| Unicode                | 9771         | U+262B       | 65010                               | U+FDF2                              |
| UTF-8                  | 226 152 171  | e2 98 ab     | 239 183 178                         | ef b7 b2                            |
| Odwołania znakowe SGML | &#9771;      | &#x262B;     | &#65010;                            | &#xFDF2;                            |